# Кличкински хребет
Клѝчкинският хребет (на руски: Кличкинский хребет) е нископланински хребет в Южен Сибир, в югоизточната част на Забайкалски край на Русия. Разположен е покрай левия бряг на река Аргун (дясна съставяща на Амур), между долините на левите и притоци реките Урулюнгуй (на юг) и Долна Борзя (на север). Дължина 220 km, максимална височина 1252 m (50°27′06″ с. ш. 118°11′08″ и. д. / 50.451667° с. ш. 118.185556° и. д.), разположена в най-южната му част. Изграден е основно от варовици и пясъчници, пронизани с интрузивни гранитоиди, с които са свързани големите находища на полиметални руди, волфрам, слюда и барит. Преобладават куполообразните върхове и широки речни долини. Голяма част от склоновете му са заети от степни пространства (частично разорани), развити върху черноземни почви. По северните му склонове се срещат малки брезови гори.

## Топографски карти
- Лист от карта M-50-XII Нерчинский Завод. Мащаб: 1 : 200 000. Указать дату выпуска/состояния местности.
- Лист от карта M-50-XI Калга. Мащаб: 1 : 200 000. Указать дату выпуска/состояния местности.
- Лист от карта M-50-XVII Краснокаменск. Мащаб: 1 : 200 000. Указать дату выпуска/состояния местности.